# Нежинский комбинат хлебопродуктов
Нежинский комбинат хлебопродуктов (укр. Ніжинський комбінат хлібопродуктів) — предприятие пищевой промышленности в городе Нежин Черниговской области.

## История
После провозглашения независимости Украины комбинат перешёл в ведение министерства сельского хозяйства и продовольствия Украины.
В марте 1995 года Верховная Рада Украины внесла комбинат в перечень предприятий, приватизация которых запрещена в связи с их общегосударственным значением.
После создания в августе 1996 года государственной акционерной компании "Хлеб Украины" 34% акций комбината были переданы в уставный фонд ГАК "Хлеб Украины".
В октябре 1999 года КХП был выведен из состава ГАК "Хлеб Украины" и передан в управление Государственного комитета материального резерва Украины.
В 2005 году Черниговская областная госхлебинспекция приостановила действие сертификата на услуги по хранению зерна ГП "Нежинский комбинат хлебопродуктов", входящего в систему Госкомрезерва Украины.
В мае 2008 года в состав комбината была включена хлебная база № 87 (в г. Бахмач Черниговской области).
В апреле 2013 года целостный имущественный комплекс КХП был передан из сферы управления Государственного агентства резерва Украины в ведение министерства аграрной политики и продовольствия Украины.
В связи с банкротством ряда сельхозпроизводителей часть оплаты за хранение зерна не была перечислена КХП. В результате, во втором полугодии 2013 года положение КХП осложнилось и в 2014-2016 годы оставалось сложным.
4 марта 2015 года комбинат был включён в перечень предприятий, имеющих стратегическое значение для экономики и безопасности Украины.
В августе 2016 года Кабинет министров Украины утвердил решение о приватизации КХП.
20 ноября 2019 года КХП был передан в управление Фонда государственного имущества Украины.
В июне 2021 года стало известно о незаконной продаже Нежинского комбината хлебопродуктов. Кроме того, была инициирована экспертная оценка залогового имущества комбината, которую провела частная компания-оценщик.

## Современное состояние
Основными функциями предприятия являются приём, сушка, очистка, хранение и переработка зерна и семян масличных культур. Кроме того, КХП осуществляет производство пшеничной муки первого и второго сортов, ржаной сеяной и обдирной муки и отрубей.